# Afrikanska mästerskapen i friidrott 1990
De sjunde afrikanska mästerskapen i friidrott genomfördes 3-6 oktober på Cairo International Stadium, vilket var tredje gången som tävlingarna hölls i den egyptiska huvudstaden Kairo. 

Tävlingar genomfördes i 23 grenar för män och 18 grenar för kvinnor. 218 idrottare från 23 länder deltog i spelen.

Zoubida Laayouni, Marocko, vann sin sjätte titel i diskuskastning medan det nigerianska herrlaget i 4 x 100 m vann för femte gången i rad. 

Den mest framgångsrika idrottaren vid tävlingarna i Kairo var den nigerianska sprintern Fatima Yusuf som segrade i 100 meter och 200 meter samt deltog i de segrande nigerianska damlagen i 4 x 100 meter och 4 x 400 meter. 

## Resultat

### Herrar
100 meter

1 Joseph Gikonyo, Kenya, 10,28

2 Abdullahi Tetengi, Nigeria, 10,36

3 Charles-Louis Seck, Senegal, 10,38

200 meter

1 Joseph Gikonyo, Kenya, 20,89

2 Abdullahi Tetengi, Nigeria, 21,01

3 Sunday Bada, Nigeria, 21,05

400 meter

1Samson Kitur, Kenya, 45,15

2 David Kitur, Kenya, 46,13

3 Sunday Bada, Nigeria, 46,19

800 meter

1 William Tanui, Kenya, 1.46,80

2 Robert Kibet, Kenya, 1.47,15

3 Desta Asgedom, Etiopien, 1.47,38

1 500 meter

1 Moses Kiptanui, Kenya, 3.39,51

2 Abdelaziz Sahere, Marocko, 3.39,53

3 David Kibet, Kenya, 3.41,49

5 000 meter

1 Ezequeil Bitok, Kenya, 13.33,30

2 Andrew Sambu, Tanzania, 13.33,90

3 Mohamed Issangar, Marocko, 13.34,37

10 000 meter

1 Khalid Skah, Marocko, 28.31,10

2 Andrew Sambu, Tanzania, 28.31,50

3 Addis Abebe, Etiopien, 28.34,40

Maraton

1 Tesfaye Tafa, Etiopien2:33.38

2 Belaye Wolashe, Etiopien, 2:37.17

3 Negash Dube, Etiopien, 2:49.42

3 000 meter hinder

1 Abdelaziz Sahere, Marocko, 8.33,58

2 William Mutwol, Kenya, 8.34,03

3 Bizuneh Yai Tura, Etiopien, 8.56,14

110 meter häck

1 Moses Oyiki Orode, Nigeria, 14,26

2 Gideon Yego, Kenya, 14,39

3 Judex Lefou, Mauritius, 14,42

400 meter häck

1 Hamidou Mbaye, Senegal, 51,10

2 Ahmed Abdel Halim Ghanem, Egypten, 51,16

3 Judex Lefou, Mauritius, 51,41

Höjdhopp

1 Othmane Belfaa, Algeriet, 2,16

2 Samson Kebenei, Kenya, 2,13

3 Khemraj Naiko, Mauritius, 2,09

Stavhopp

1 Ali Ziouani, Marocko, 4,90

2 Kersley Gardenne, Mauritius, 4,70

3 Sid Ali Sabour, Algeriet, 4,40

Längdhopp

1 Ayodele Aladefa, Nigeria, 7,92

2 Badara Mbengue, Senegal, 7,90

3 Amos Rutere, Kenya, 7,55

Tresteg

1 Toussaint Rabenala, Madagaskar, 16,61

2 James Sabulei, Kenya, 16,06

3 Papa Ladji Konaté, Senegal, 15,81

Kulstötning

1 Robert Welikhe, Kenya, 17,57

2 Ahmed Kamel Shata, Egypten, 17,36

3 Mohamed Ismail Muslem, Egypten, 16,50

Diskuskastning

1 Hassan Ahmed Hamad, Egypten, 55,80

2 Dhia Kamel Ahmed, Egypten, 52,74

3 Ikechukwu Chika, Nigeria, 52,50

Släggkastning

1 Sherif Farouk El Hennawi, Egypten, 69,60

2 Hassan Chahine, Marocko, 66,98

3 Hakim Toumi, Algeriet, 66,34

Spjutkastning

1 Fidèle Rakotonirina, Madagaskar, 69,50 

2 Pius Bazighe, Nigeria, 68,80

3 Justin Arop, Uganda, 67,76

Tiokamp

1 Abdennacer Moumen, Marocko, 6 983

2 Tommy Ozono, Nigeria, 6 869

3 Mourad Mahour Bacha, Algeriet, 6 802

20 km gång, landsväg

1 Shemsu Hassan, Etiopien, 1:29.31

2 Abdelwahab Ferguène, Algeriet, 1:31.00

3 Andrew Eyapan, Kenya, 1:32.24

Stafett 4 x 100 meter 

1 Nigeria,  39,85

2 Senegal,  40,05

3 Elfenbenskusten, 40,24

Stafett 4 x 400 meter 

1 Nigeria,  3.04,77

2 Marocko, 3.05,89

3 Kenya, 3.06,88

### Damer
100 meter

1 Onyinye Chikezie, Nigeria, 11,56

2 Chioma Ajunwa, Nigeria, 11,63

3 Mary Tombiri, Nigeria, 11,74

200 meter

1 Fatima Yusuf, Nigeria, 23,19

2 Emily Odoemenam, Nigeria, 23,59

3 Helena Amoako, Ghana, 24,36

400 meter

1 Fatima Yusuf, Nigeria, 50,85

2 Charity Opara, Nigeria, 51,68

3 Emily Odoemenam, Nigeria, 53,30

800 meter

1 Maria de Lurdes Mutola, Moçambique, 2.13,54

2 Edith Nakiyingi, Uganda, 2.14,00

3 Zewde Haile Mariam, Etiopien, 2.15,14

1 500 meter

1 Maria de Lurdes Mutola, Moçambique, 4.25,27

2 Edith Nakiyingi, Uganda, 4.25,34

3 Margaret Ngotho, Kenya, 4.27,14

3 000 meter

1 Derartu Tulu, Etiopien, 9.11,21

2 Luchia Yishak, Etiopien, 9.15,99

3 Margaret Ngotho, Kenya, 9.16,41

10 000 meter

1 Derartu Tulu, Etiopien, 33.37,82

2 Jane Ngotho, Kenya, 33.39,26

3 Tigist Moreda, Etioien, 34.24,67

100 meter häck

1 Dinah Yankey, Ghana, 13,55

2 Nezha Bidouane, Marocko, 13,70

3 Mosun Adesina, Nigeria, 13,85

400 meter häck

1 Nezha Bidouane, Marocko, 57,17

2 Omolade Akinremi, Nigeria, 57,97

3 Omotayo Akinremi, Nigeria, 58,83

Höjdhopp

1 Lucienne N'Da, Elfenbenskusten, 1,80

2 Stella Agbaegbu, Nigeria, 1,77

3 Ifeanyi Aduba, Nigeria, 1,68

Längdhopp

1 Chioma Ajunwa, Nigeria, 6,13

2 Stella Emefesi, Nigeria, 5,79

3 Nagwa Abd El Hay Riad, Egypten, 5,71

Kulstötning

1 Hanan Ahmed Khaled, Egypten, 15,21

2 Elizabeth Olaba, Kenya, 14,26

3 Fouzia Fatihi, Marocko, 14,12

Diskuskastning

1 Zoubida Laayouni, Marocko, 53,10

2 Hanan Ahmed Khaled, Egypten, 49,90

3 Elizabeth Olaba, Kenya, 45,04

Spjutkastning

1 Seraphina Nyauma, Kenya, 46,82

2 Matilda Kisava, Tanzania, 46,44

3 Kate Nwani, Nigeria, 45,44

Sjukamp

1 Albertine Koutouan, Elfenbenskusten, 5 065

2 Huda Hashem Ismail, Egypten, 4 716

3 Marie-Lourdes Ally Samba, Mauritius, 4 501

Gång 5 000 meter bana

1 Agnetha Chelimo, Kenya, 25.45,20

2 Méryem Kouch, Marocko, 26.36,70

3 Amani Mohamed Adel, Egypten, 27.11,60

Stafett 4 x 100 meter 

1 Nigeria, 45,06

2 Ghana, 45,87

3 Egypten, 46,79

Stafett 4 x 400 meter 

1 Nigeria,  3.40,04

2 Kenya, 3.45,99

3 Mauritius, 3.46,94

## Medaljfördelning
| Plac | Nation          |    |    |   | Totalt |
| ---- | --------------- | -- | -- | - | ------ |
| 1    | Nigeria         | 10 | 10 | 9 | 29     |
| 2    | Kenya           | 9  | 9  | 7 | 25     |
| 3    | Marocko         | 6  | 5  | 2 | 13     |
| 4    | Etiopien        | 4  | 2  | 6 | 12     |
| 5    | Egypten         | 3  | 5  | 4 | 12     |
| 6    | Elfenbenskusten | 2  | 0  | 1 | 3      |
| 7    | Moçambique      | 2  | 0  | 0 | 2      |
|      | Madagaskar      | 2  | 0  | 0 | 2      |
| 9    | Senegal         | 1  | 2  | 2 | 5      |
| 10   | Algeriet        | 1  | 1  | 3 | 5      |
| 11   | Ghana           | 1  | 1  | 1 | 3      |
| 12   | Tanzania        | 0  | 3  | 0 | 3      |
| 13   | Uganda          | 0  | 2  | 1 | 3      |
| 14   | Mauritius       | 0  | 1  | 5 | 1      |